# When Love Says Goodbye
When love says goodbye är en countryballad av Jonas Otter. 
Texten och musikrn har Otter skrivit, och han sjunger låten på sitt album Hospice for Romantic Hearts, tillsammans med Tone Norum.
"When love says goodbye" var en av de första låtarna som släpptes från albumet. Redan efter ett par dagar spelades den på radio över hela landet.

## Medverkande i låten
- Jonas Otter, sång, text, musik
- Tone Norum, sång
- Christian Johansson, trummor
- Ulric Johansson, elbas
- Niklas Widén, steelguitar
- Peter Nilsbo, piano
- Sven-Gunnar Pettersson, keyboard
- Anders Skogh, notskrivare